# زمین‌لرزه ۱۹۹۳ لاتور
زمین‌لرزه لاتور  در تاریخ ۲۹ سپتامبر ۱۹۹۳ میلادی، برابر با ‎۷ مهر ۱۳۷۲، ساعت ۲۲:۲۵:۴۸ به زمان یوتی‌سی در هند ، منطقه لاتور رخ داد. ژرفای این زلزله ۱۲ کیلومتر بود، و بزرگی آن ۶٫۲ در مقیاس Mw اعلام شده‌است. زمین‌لرزه به وقت محلی در روز پنج‌شنبه، ساعت ۳٫۵ روی داده و منطقه زمانی آن یوتی‌سی +۵٫۵ بوده‌است .
سازمان زمین‌شناسی آمریکا نیز رومرکز این زمین‌لرزه را در مختصات ۱۸°۰۳′۵۸″شمالی ۷۶°۲۷′۰۴″شرقی / ۱۸٫۰۶۶°شمالی ۷۶٫۴۵۱°شرقی و ژرفای آنرا در ۶ کیلومتر گزارش کرده‌است. بزرگی برگزیدهٔ این سازمان از میان بزرگیهای محاسبه‌شدهٔ مختلف ۶٫۲ در مقیاس Mw بوده و از دید اثر، در میان چهار دسته‌بندی «نامحسوس»، «محسوس»، «زیان‌آور» یا «با تلفات»، زلزله را «با تلفات» اعلام کرده‌است.نزدیک به همه روستای Khillari در زمین‌لرزه خراب شده‌است.
پروژهٔ «تنسور گشتاور مرکزوار» زاویه‌های (راستا، شیب، ریک) گسل سازندهٔ زمین‌لرزه و صفحه عمود بر آنرا (°۱۳۴، °۴۷، °۱۱۲) یا (°۲۸۴، °۴۷، °۶۸) و نوع گسل را «معکوس» فرارسانده‌است.
شمار کشتگان زلزله حدود ۹۷۴۸ نفر بوده‌است.تعداد زخمیان ۳۰۰۰۰ نفر برآورده شده‌است.

## لرزه‌خیزی القایی
فعالیت های انسانی که باعث تغییر وزن روی سطح زمین می شود می تواند موجب نشست لیتوسفر شده و ممکن است باعث زمین لرزه شود. این زمین لرزه مثالی بر این امر است. آب جمع شده پشت مخزن جدید آب در هند دلیل این زمین لرزه عنوان گردیده است.